# University of Louisville
University of Louisville är ett offentligt forskningsuniversitet i Louisville i Kentucky. Lärosätet grundades 1798 och var det första offentliga universitetet ägt av en stad i USA. Nuförtiden hör universitetet till delstatens universitetssystem.